# Parallax mapping
Il Parallax mapping (anche chiamato offset mapping, virtual displacement mapping, o più raramente relief mapping) è un potenziamento del bump mapping o del normal mapping, tecniche applicate a texture in applicazioni di rendering 3d come i video games. Per l'utente finale questo significa che certe texture, ad esempio la rappresentazione di un muro in pietra, avranno una profondità più evidente e quindi maggiore realismo, il tutto con una minore influenza sulle prestazioni della simulazione.
Il Parallax Mapping è stato introdotto da Tomomichi Kaneko nel 2001.
Il Parallax Mapping, tramite un espediente grafico, permette di avere un'illusione di profondità negli oggetti grazie ad effetti di parallasse che seguono il cambio di prospettiva. Più sarà estremo l'angolo di visione, maggiore sarà l'effetto di displacing delle coordinate delle texture.
Il Parallax è stato descritto da Kaneko come un mero processo di passaggio che non tiene conto di dinamiche di occlusione. Miglioramenti successivi sono stati apportati all'algoritmo iterativo, ed essi permettono appunto l'occlusione e un rendering accurato delle silhouette.

## Esempi di Parallax Mapping
Un esempio pratico di Parallax Mapping è quello dei muri negli esempi di default dell'Irrlicht Engine, motore grafico 3d open source. I muri non sono altro che texture con l'applicazione di Parallax Mapping. Anche in Epic Citadel, tech demo per iPhone e iPod Touch creata da Epic Games con Unreal Engine 3, si nota quello che è forse un uso intensivo di questa tecnica di mapping: il che è giustificabile dal fatto che su dispositivi portatili con una unità cpu di 1 Ghz vi sia la necessità di non compromettere le prestazioni e la fluidità della demo stessa.